# مسجد القبلة (زوترمير)
مسجد القبلة هو مسجد صغير وسط العمارات السكنية في حي ميرزيشت مدينة زوترمير بهولندا.